# Palazzo Aldobrandini del Papa
Palazzo Aldobrandini del Papa è un edificio storico di Firenze, situato in piazza Madonna degli Aldobrandini 8, angolo via de' Conti e via del Giglio.

## Storia
L'attuale edificio sorge dove erano varie case di proprietà degli Aldobrandini del Nero fino dal Trecento. Ampliate le proprietà con l'acquisto di ulteriori edifici limitrofi, altri Aldobrandini di un ramo collaterale fiorentino promossero tra la fine del Seicento e gli inizi del secolo successivo un intervento di riunificazione dei vari edifici, fino a conferire alla costruzione l'aspetto odierno, occupando una vasta area che comprende l'angolo retto su piazza Madonna degli Aldobrandini (che allora si chiamava ancora Campo Corbolini) e due appendici su via de' Conti (allora via della Forca) e via del Giglio.  A quell'epoca il palazzo era passato di mano a un altro ramo familiare, dopo l'estinzione di quello "papale" (da papa Clemente VIII, Ippolito Aldobrandini) nel 1690.
L'edificio è stato interessato da un intervento di restauro diretto dall'architetto Giorgio Borsier nel 1975, premiato dalla Fondazione Giulio Marchi nel 1977. Tra le personalità che hanno abitato il palazzo si ricorda il professor Ugo Procacci. Sopra la porta esisteva "un bello stemma degli Aldobrandini di Madonna che venne tolto quando il palazzo fu venduto al comm. Ernesto Modigliani, nell'Ottocento".

## Descrizione

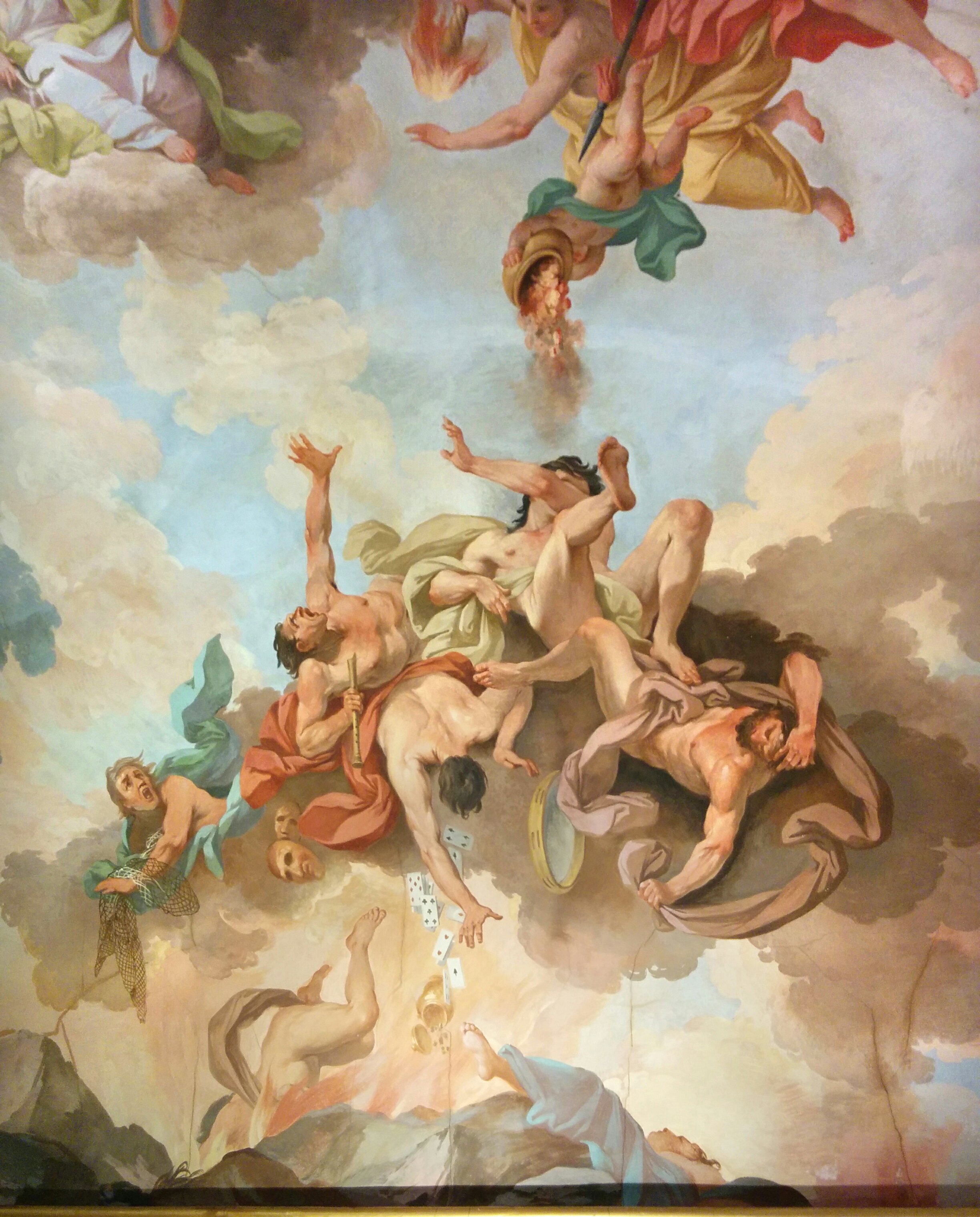
Vincenzo Meucci, Allegoria delle Virtù che sconfiggono i Vizi, 1759 (dettaglio)

Per tutta la sua estensione il palazzo si sviluppa su tre piani, con i due fronti principali sulla piazza, composti in angolo "a libro aperto", rispettivamente di cinque e quattro assi. 
Al piano terreno vi è un portale a tutto sesto con ghiera di conci lavorati sormontato da una cornice orizzontale. A questo piano si aprono finestre rettangolari chiuse da grate in ferro battuto e con brachettoni di conci di pietra lavorata e cornice superiore analoga al portale. Sul lato della via de' Conti vi sono finestre di mezzanino ed aperture ad arco ellittico forse in origine porte carraie. Al primo piano vi sono finestre rettangolari con brachettoni e cornice mistilinea superiore. Al secondo piano altre finestre rettangolari con brachettoni ad orecchie. Le finestre sono tutte legate da una cornice marcapiano. La gronda del tetto poggia su un'ampia cornice a sguscio. Sul fronte dove è l'ingresso sono in luce sulla superficie intonacata alcuni elementi lapidei che documentano delle più antiche fabbriche degli Aldobrandini del Nero, in modo più cospicuo verso via del Giglio, dove le pietre disegnano il profilo di un fornice. 
Dal portone si accede ad una androne con volta a botte decorata nell'Ottocento: qui è da segnalare il cancello ottocentesco in ferro battuto e, davanti alla scala, una porta intagliata con l'arme degli Aldobrandini. Sempre negli interni, al primo piano, oltre a pitture del primo Ottocento, sono sale con dipinti murali di Vincenzo Meucci (Allegoria delle Virtù che sconfiggono i Vizi), del figurista Tommaso Gherardini (Galleria delle finte rovine) e del quadraturista Giuseppe Del Moro, commissionati in occasione delle nozze di Giovan Francesco Aldobrandini con Maria Cristina Bourbon del Monte Santa Maria (1759). Allo stesso secolo risale la sala con finte rovine al piano terra, angolo via del Giglio, dove si trova oggi un esercizio di ristorazione.
Nel 1861 passò in via ereditaria a una famiglia nobile veneziana, che lo vendette di nuovo.
Di pertinenza del palazzo era anche un giardino, ancora ricordato negli anni trenta del Novecento da Angiolo Pucci: "Ai tempi nostri, quando il palazzo fu Modigliani, esistette sempre il giardino tenuto però molto modestamente anzi si può dire fu trascurato. Comprato il palazzo dalla Società anonima cartiere Ambrogio Binda, questa sull'area del giardino costruì dei capannoni per uso del suo commercio di carta. E quindi anche il modesto giardino è oggi completamente scomparso".